# John Cabot

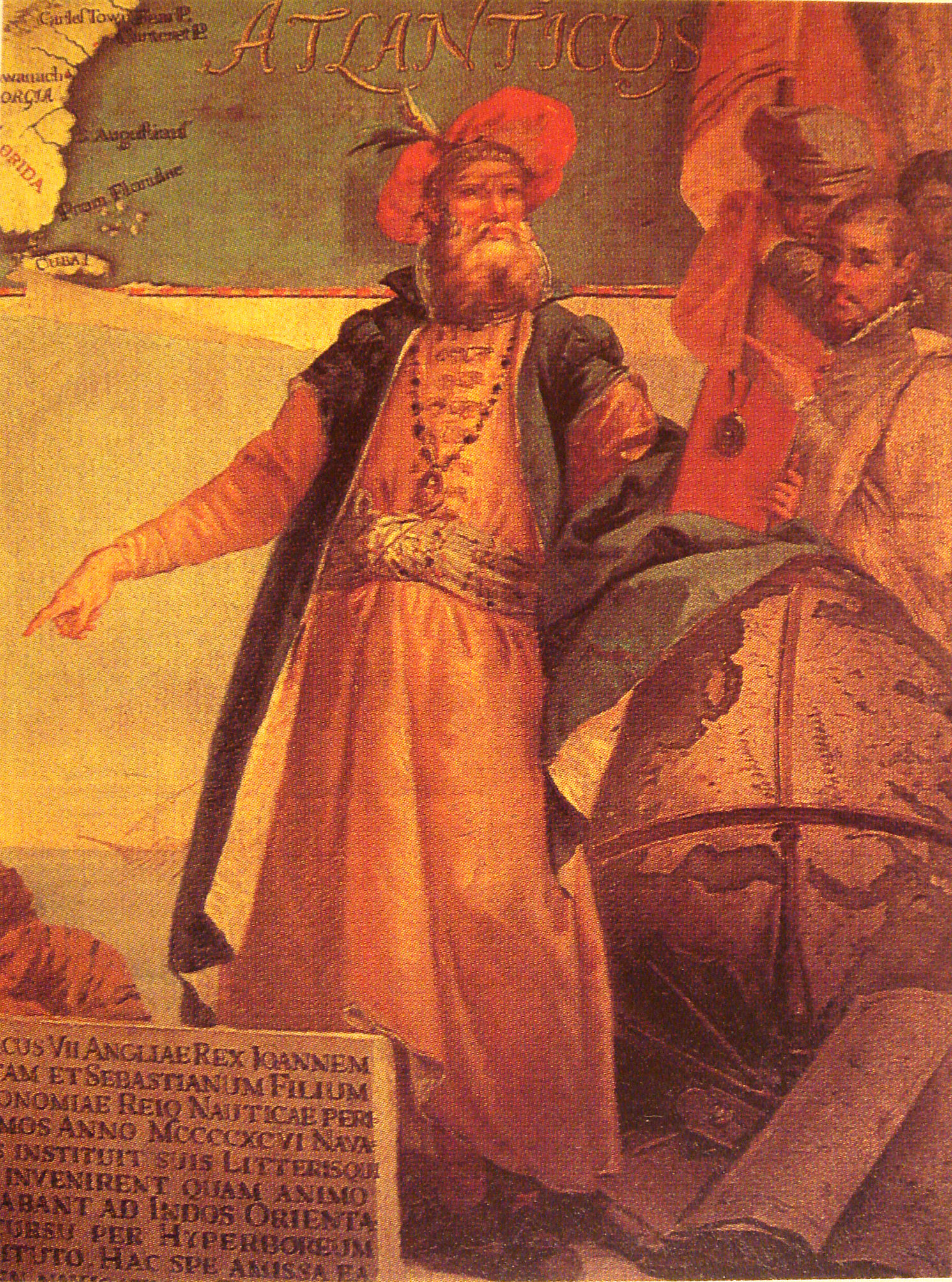
John Cabot

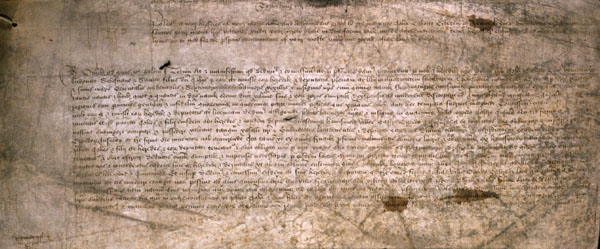
Het 'patent' dat Cabot toestemming gaf voor zijn reizen

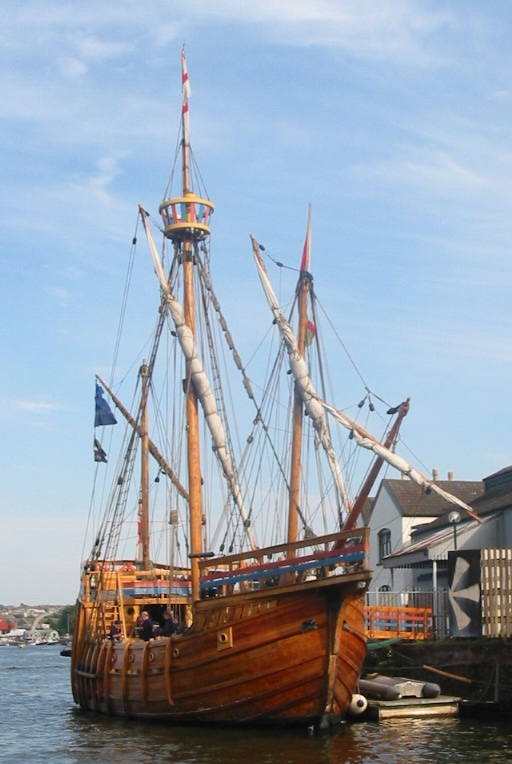
Replica van het schip Matthew

Giovanni Caboto (circa 1451 - circa 1498), beter bekend als John Cabot (de Engelse versie van zijn naam) was een Venetiaanse ontdekkingsreiziger die als eerste Europeaan sinds de Vikingen de kusten van Noord-Amerika (her)ontdekte. Hij deed dit in 1497, terwijl hij in Engelse dienst was.

## Vroege leven
Hij werd vermoedelijk geboren in Genua, hoewel ook Gaeta bij Napels wel genoemd werd. Toen hij nog een kind was, verhuisde hij naar Venetië: in 1476 werd hij tot Venetiaan genaturaliseerd, en hij woonde toen al zeker 15 jaar in de stad. Hij trouwde met een Venetiaanse vrouw, Mattea geheten. Ze hadden drie zonen, Ludovico, Sebastiano en Sancio.
In de jaren 80 van de 15e eeuw was hij in dienst van een Venetiaanse handelsfirma, en bezocht hij in elk geval het Oostelijke Middellandse Zeegebied en de Zwarte Zee. Zelf beweerde hij ook in Mekka geweest te zijn, maar dit lijkt onwaarschijnlijk. Mogelijk bedoelde hij Djedda of een andere Arabische haven aan de Rode Zee.
Vermoedelijk in 1490 verhuisde Caboto opnieuw, ditmaal naar Valencia in Spanje. Hij maakte plannen voor de bouw van een nieuwe haven van de stad, die welwillend werden ontvangen, maar uiteindelijk wegens geldgebrek toch niet werden geaccepteerd. Rond diezelfde tijd (begin 1493) keerde Columbus terug van zijn eerste reis, en mogelijk hierdoor vatte Caboto het plan op om ook zelf westwaarts naar de Oriënt te varen, al lijkt het waarschijnlijk dat hij ook al eerder met dat idee had gespeeld.

## Naar Engeland
Omdat Spanje en Portugal geen belangstelling toonden, die hadden al voldoende aan hun reeds bestaande ontdekkingsreizigers, zocht hij naar een andere koninklijke sponsor voor zijn reis, en met die bedoeling reisde hij naar Bristol in Engeland. Zijn doel was ook een route naar Azië, maar hij meende deze noordelijker te kunnen vinden. Kennelijk deed hij eind 1495 zijn voorstel aan koning Hendrik VII, die hem in letters patent van 5 maart 1496 toestemming verleende om alle voorheen onbekende landen waar ongelovigen leefden voor Engeland in bezit te nemen. Rechten van de inheemse bevolking werden niet in overweging genomen, evenmin als pauselijke beslissingen. De steun van Hendrik VII ging niet zover dat de staatskas tussenkwam. Cabots financiering is nog moeilijk na te gaan, maar de Bardi lijken een essentiële rol te hebben gespeeld. 
In de voorafgaande jaren waren er vanuit Bristol al een aantal expedities westwaarts gezonden. Sommigen geloven dat deze de rijke visgronden voor de kust van Newfoundland, of zelfs het eiland zelf hadden ontdekt; anderen betwijfelen dit. Cabot zelf deed in 1496 zijn eerste poging, die echter mislukte. Over deze reis is verder weinig bekend.

## Ontdekkingsreis van 1497
In mei 1497 vertrok Cabot met een enkel schip, de Matthew, uit Bristol. Onder de bemanning waren een vriend van Cabot uit Bourgondië en een Genuese barbier, maar de meeste opvarenden waren zeelieden uit Bristol. Na ruim een maand varen, bereikte hij land. Waar hij precies landde is onbekend. De meeste historici beschouwen, zeker na de ontdekking van de "John Day letter" in de jaren 1950, Newfoundland en Cape Bretoneiland als de meest waarschijnlijke kandidaten; al worden ook Maine en Labrador genoemd. Cabot ging aan land en nam het gebied namens Engeland in bezit. Hij vond sporen van menselijk leven, maar heeft nooit indianen ontmoet, omdat hij vooral dagenlang voor de kust voer, maar slechts erg kortstondig effectief aan land ging.
Op de thuisreis stuurde hij te ver zuidelijk, waardoor hij bij Bretagne pas land zag. Na aankomst in Bristol op 6 augustus reisde hij meteen door naar Londen, waar hij op 10 augustus een onderhoud met de koning had. Deze toonde zich verblijd met het nieuws, en hij gaf Cabot een beloning van £10 en een jaarlijks pensioen van £20. Ook werd er voor het volgende jaar een nieuwe expeditie van minstens 10 schepen gepland.
Er is maar weinig bekend over Cabots reis. Er is geen enkel verslag uit de eerste hand bekend. De belangrijkste bron is een brief van handelaar en spion John Day, geschreven aan een Spaanse admiraal (vrijwel zeker Columbus). Deze werd bij toeval in 1955 ontdekt in Spaanse archieven. Voor de herdenkingsplechtigheid in 1997 (vijfhonderd jaar na de ontdekking) werd Cape Bonavista op Newfoundland door Canada en het Verenigd Koninkrijk aangeduid als de "officiële" landingsplaats. Tijdens de viering begroette koningin Elizabeth II, samen met leden van de Italiaanse en Canadese regeringen, een replica van het schip Matthew dat vanuit Bristol de Atlantische Oceaan was overgestoken.

## Ontdekkingsreis van 1498
Cabot leidde in 1498 een nieuwe, grotere expeditie naar Amerika. Deze keer hield hij meer rekening met de ontdekkingen van Columbus. Hij zette koers naar Newfoundland met de bedoeling vandaar de kust te volgen richting tropen. Mogelijk hoopte hij daar een route te vinden naar India, China of Japan. Hij verdween ergens op een onbekende manier, maar het is niet uitgesloten dat sommige van zijn scheepslieden terug in Engeland geraakten, want de Great Chronicle of London berichtte dat in 1501 of 1502 drie indianen uit Newfoundland aan de koning waren voorgesteld.